# Cristoforo Passini

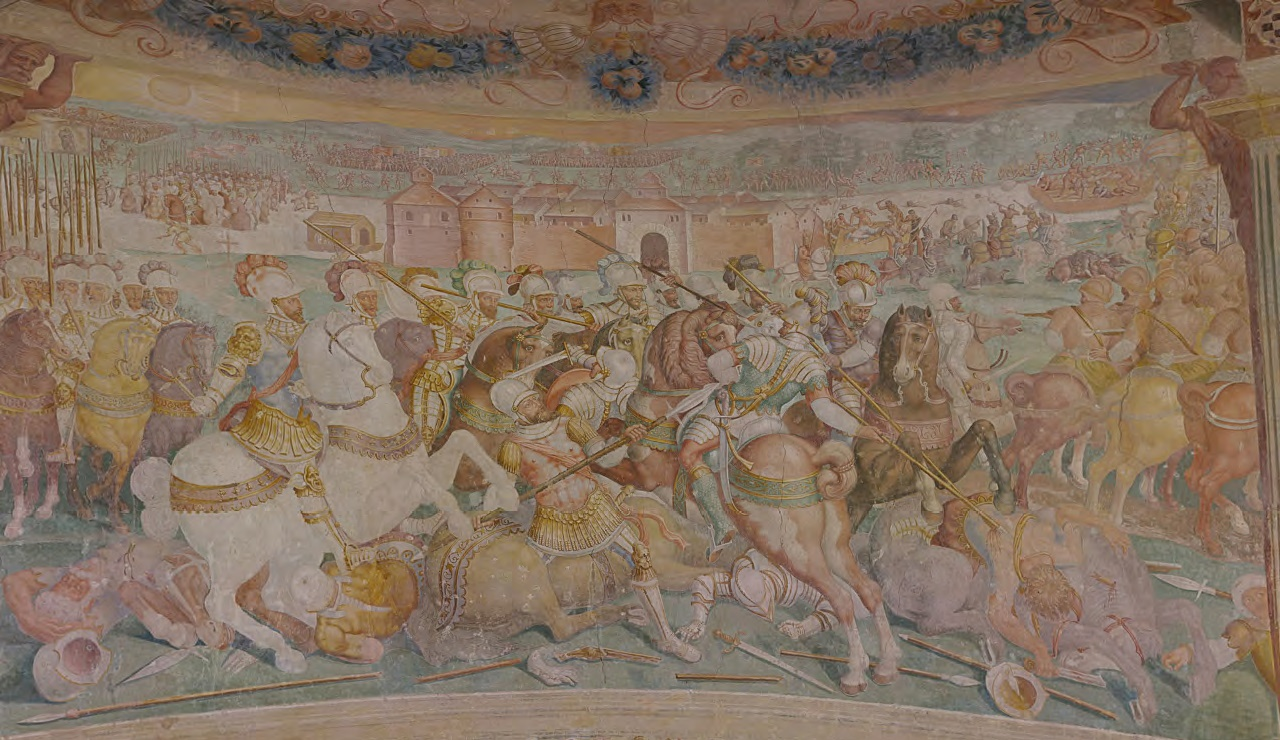
El paso del Elba (Batalla de Mühlberg), palacio ducal de Alba de Tormes, torreón de la Armería.

Cristóbal Passin o Cristoforo Passini fue un pintor renacentista italiano natural de Sabbioneta, en el Ducado de Mantua, activo en Alba de Tormes al servicio del Gran Duque de Alba, Fernando Álvarez de Toledo.
El pintor, del que no se tiene otra noticia, trabajó de 1567 a 1571 en los retratos de los miembros de la casa ducal y en la decoración del torreón de la Armería, único resto subsistente del castillo que los duques tenían en Alba de Tormes, donde en colaboración con su hermano Juan Bautista Passin y Miguel Ruiz de Carvajal pintó al fresco diversas escenas de la batalla de Mühlberg, en la que tuvo intervención destacada el Gran Duque, entre alegorías de las Virtudes y las Artes liberales y arquitecturas fingidas. Ocultos bajo  la cal tras los daños sufridos por el palacio ducal durante la Guerra de la Independencia, los frescos fueron redescubiertos en la década de 1950 por Luis Martínez de Irujo, que publicó un primer estudio con los datos localizados en el archivo de Alba. Por razones de estilo, Martínez de Irujo pensó que el pintor podía ser discípulo de Giulio Romano, que había dejado abundantes seguidores en el ducado de Mantua.
En el tomo XII del Viage de España, Antonio Ponz elogió estas pinturas, que creía de Fabrizio Castello y Niccolò Granello:

También es cosa digna de verse la Armería, así por sus armas, y armaduras, como por las pinturas que adornan las paredes, executadas por los mencionados Fabricio, y Granelli. Se representan tres batallas, en que fue General, y vencedor el gran Duque de Alba D. Fernando Álvarez de Toledo: una de ellas es, en la que quedó prisionero el Duque Mauricio de Saxonia, de quien se guarda allí mismo un busto de mármol.

Siguiendo los Comentarios de la guerra de Alemania de Luis de Ávila y Zúñiga, pero poniendo el acento en el papel del duque, el primero de los episodios relata el paso del Elba, mostrando en primer término un combate entre caballeros, entre los que sobresale el Gran Duque, con el emperador en el segundo plano cruzando el río conforme a las indicaciones de un campesino y en presencia de la cruz que tanto impresionó al emperador al presentársele con un arcabuzazo en medio del pecho. El combate en el bosque de Lochau, con el sol detenido como en el relato bíblico, ocupa el segundo de los frescos, con la rendición y captura del duque de Sajonia, Juan Federico I, en el tercero, parcialmente perdido, que tiene como motivo central la piedad del emperador en el trato dado al vencido.